# وعاء السيجارة

وعاء سجائر

وعاء السجائر هو حاوية أو جهاز لإطفاء نفايات السجائر والتخلص منها . ومن الأسماء الشائعة الأخرى لوعاء السجائر ما يلي : جرة الرماد، مجمع الرماد، أوعية أعقاب السجائر ، صناديق أعقاب السجائر، حاملات الأعقاب، مقص الفتائل، أقطاب المدخنين، اوعية نفايات السجائر، أوعية نفايات المدخنين، مزيج الرماد / النفايات. وقد تم توفير أوعية السجائر أصلا كمجاملة للمدخنين في الأماكن العامة، وأصبحت الآن شائعة حيث أن حظر التدخين ومناطق التدخين المحددة تتطلب أساليب سليمة للتخلص من التدخين. وهناك وعاء نموذجي يمكن أن يحمل مئات – بل آلاف – من أعقاب السجائر التي تم التخلص منها. بينما لم يحاول مؤتمر الولايات المتحدة تمرير حظر التدخين على مستوى البلاد، سنت العديد من الولايات والحكومات المحلية قوانينها الخاصة التي تعالج التدخين في الأماكن العامة. 

## مشكلة نفايات السجائر
ويجرى الترويج للتخلص السليم من أعقاب السجائر باعتباره مسألة بيئية وصحية على حد سواء. و يقدر أن 4.5 تريليون من أعقاب السجائر تصبح قمامة كل عام. و بينما انخفض تدخين السجائر في الولايات المتحدة، تظل بقايا السجائر أكثر البنود إثارة في الولايات المتحدة والعالم.  فمعدل القمامة الإجمالي لأعقاب السجائر يبلغ 65% ، وفي الإجمال تشكل منتجات التبغ 38% من فضلات الطرق في الولايات المتحدة . اعتمادا على التركيب، يمكن أن تستغرق أعقاب السجائر ما يصل إلى شهر، وما يصل إلى ثلاث سنوات وأكثر من أجل التحلل البيولوجي .  فمرشحات السجائر المصنوعة من اسيتات السليلوز تتحلل احيائيا في نهاية المطاف، في حين تزعم بعض المجموعات البيئية أن المرشحات التي تحتوي على البلاستيك لا تتحلل احيائيا بالكامل ابدا . تحتوب أعقاب السجائر على مواد كيميائية سامة، بما في ذلك النيكوتين والكادميوم و البنزين.

## أنواع اوعية السجائر
يمكن أن تكون أوعية السجائر لإستخدامها في المؤسسات العامة والخاصة مثبتة على الحائط أو قائمة بذاتها، للإستخدام في الأماكن المغلقة والخارجية . مواد البناء تشمل المعادن (الصلب ، الفولاذ المقاوم للصدأ ،الألمنيوم ) ، الخرسانة ، الخلائط الحجرية / الإيبوكسي ، مواد بلاستيكية متنوعة، (بوليثيلين،بلاستيك معاد تدويره)، والزجاج الليفي ، مع أوعية مصنوعة من مادة واحدة أو مجموعة من المواد.

### جرة الرماد
```

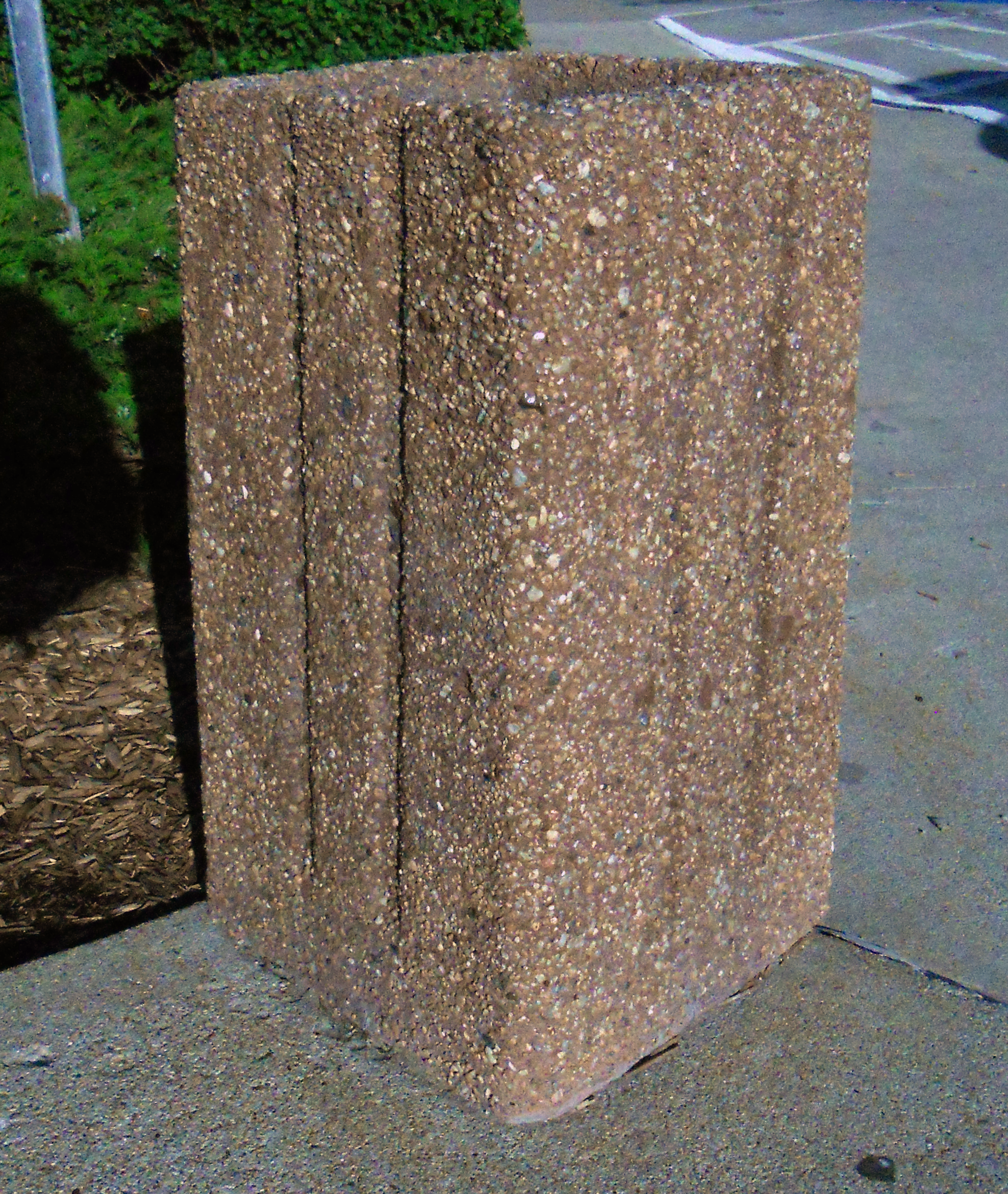
جرة رماد السجائر الخرسانية

وعادة ما يتم تركيب جرة الرماد على قاعدة، وتقدم وسائط مثل الرمال أو الحصى للمدخن لإشعال أعقاب السجائر. وهذا النوع من وعاء السجائر شائع أيضا في وحدات تجميع الرماد/النفايات، مع وضع جرة على سلة المهملات.
[
4
]
```

### أوعية السجائر المثبتة على الحائط
يتم تصنيع أوعية السجائر المثبتة على الحائط بمجموعة متنوعة من الأشكال والأحجام وطرق التخلص من الأعقاب . تتيح الوحدات ذات الهيكل المعدني بالكامل بالتخلص من أعقاب السجائر في حاوية دون الحاجة إلى وسائط إطفاء أخرى. تستخدم بعض الأوعية حاوية منفصلة للأوعية لتنظيف الأجزاء، بينما تقوم الموديلات / النماذج أحادية القطعة فقط بتفريغ الأعقاب المستخدمة .

### أوعية السجائر الأنبوبية
يمكن أن تكون أوعية السجائر الأنبوبية مثبتة على الحائط أو قائمة بذاتها،  بأطوال وأقطار مختلفة . ويسمح تصميمها البسيط بإيداع الأعقاب مباشرة في الأنبوب، كما يسمح بإطفائها من تلقاء نفسها.عادة ما تصنع من المعدن، لا حاجة إلى وسائط أخرى مثل الرمال أو الماء. البناء المكون من قطعة واحدة وقطعتين أمر شائع.
 

### أوعية السجائر القائمة بذاتها

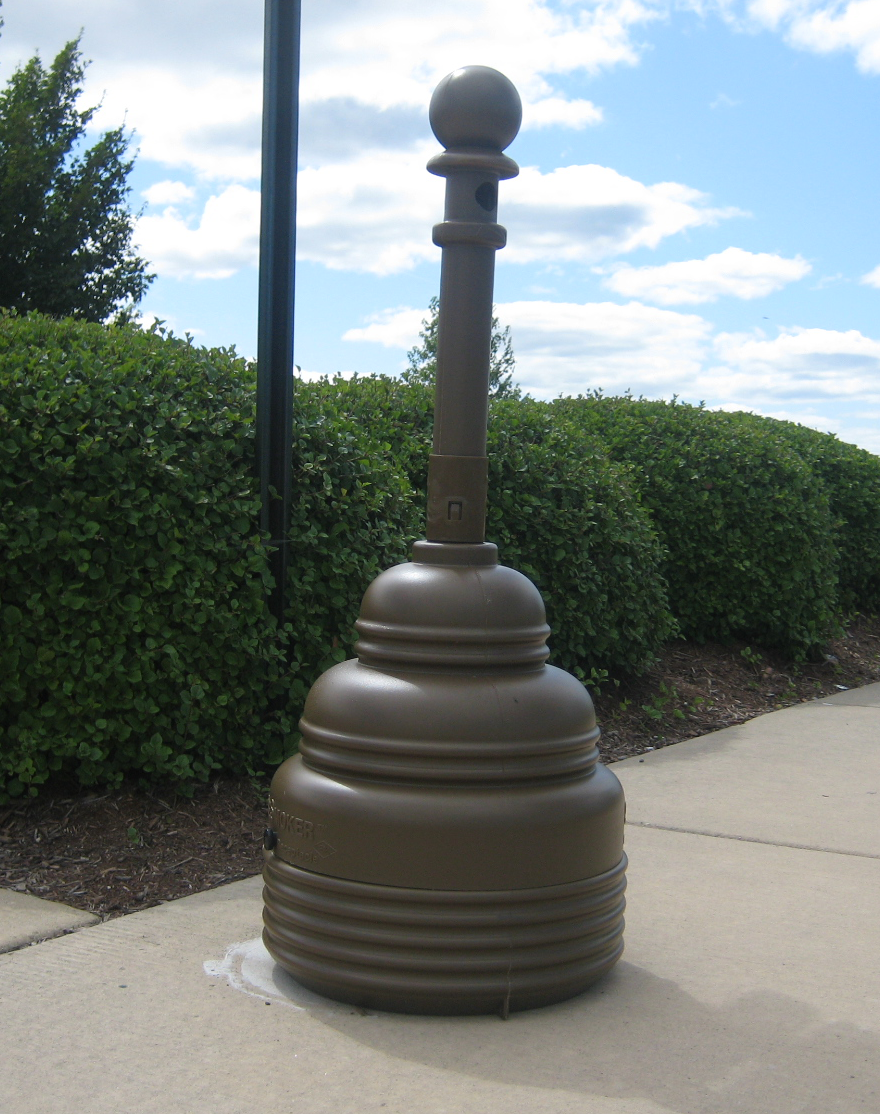
Freeوعاء سيجارة بلاستيك قائم بذاته

مصنوعة من مجموعة متنوعة من المواصفات ومواد البناء، تأتي أوعية السجائر القائمة بذاتها في خرسانة مصبوبة  ثقيلة، وزنها أخف وزنا من الحجر / الايبوكسي ومواد ساكنة أخف مثل البولي إيثيلين والبلاستيك المعاد تدويره والزجاج الليفي . 

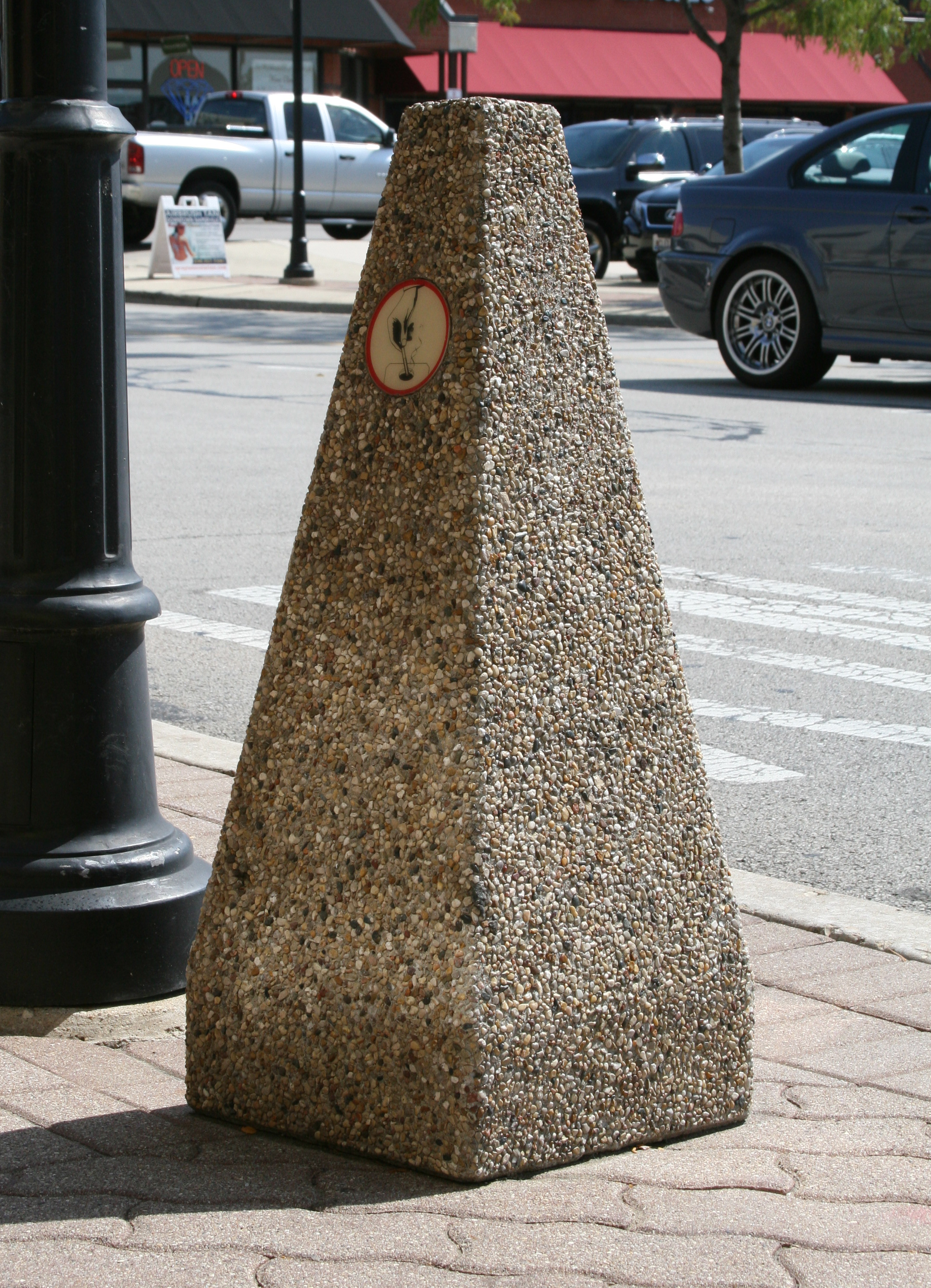
Freeوعاء سيجارة خرساني قائم بذاته

و تستخدم العديد من أوعية السجائر القائمة بذاتها
تصميما مقيدا بالاكسجين، والذي يوقف حرق الأعقاب . هذه الأوعية مصنوعة عادة من البلاستيك المقولب، البولي إيثيلين والزجاج الليفي، مع البطانات الداخلية المعدنية وأوعية معدنية لجمع قطع الأعقاب والتخلص منها . نظرا لتصميمها الذي يحرم الاكسجين، لا يلزم استخدام وسائط إضافية بشكل عام . يتم وضع أعقاب السجائر عبر فتحة صغيرة وإسقاط عنق طويل في غرفة التجميع . تحتوي غرفة التجميع عادة على وعاء القابل للإزالة .
و تعتمد أوعية أخرى قائمة بذاتها، مثل تلك المصنوعة من مواد خرسانية مصبوبة  مسبقا ومواد تجميع حجرية، على الماء أو الرمال أو الحصى الموضوعة  في علبة التجميع للمساعدة في إطفاء والتخلص من أعقاب السجائر . يتم إزالة الأعقاب وتنظيفها من خلال باب في قاعدة الوعاء أو القاعدة والجزء العلوي منفصلين للسماح بالوصول إلى الزبدة /العقب التي يتم التخلص منها .

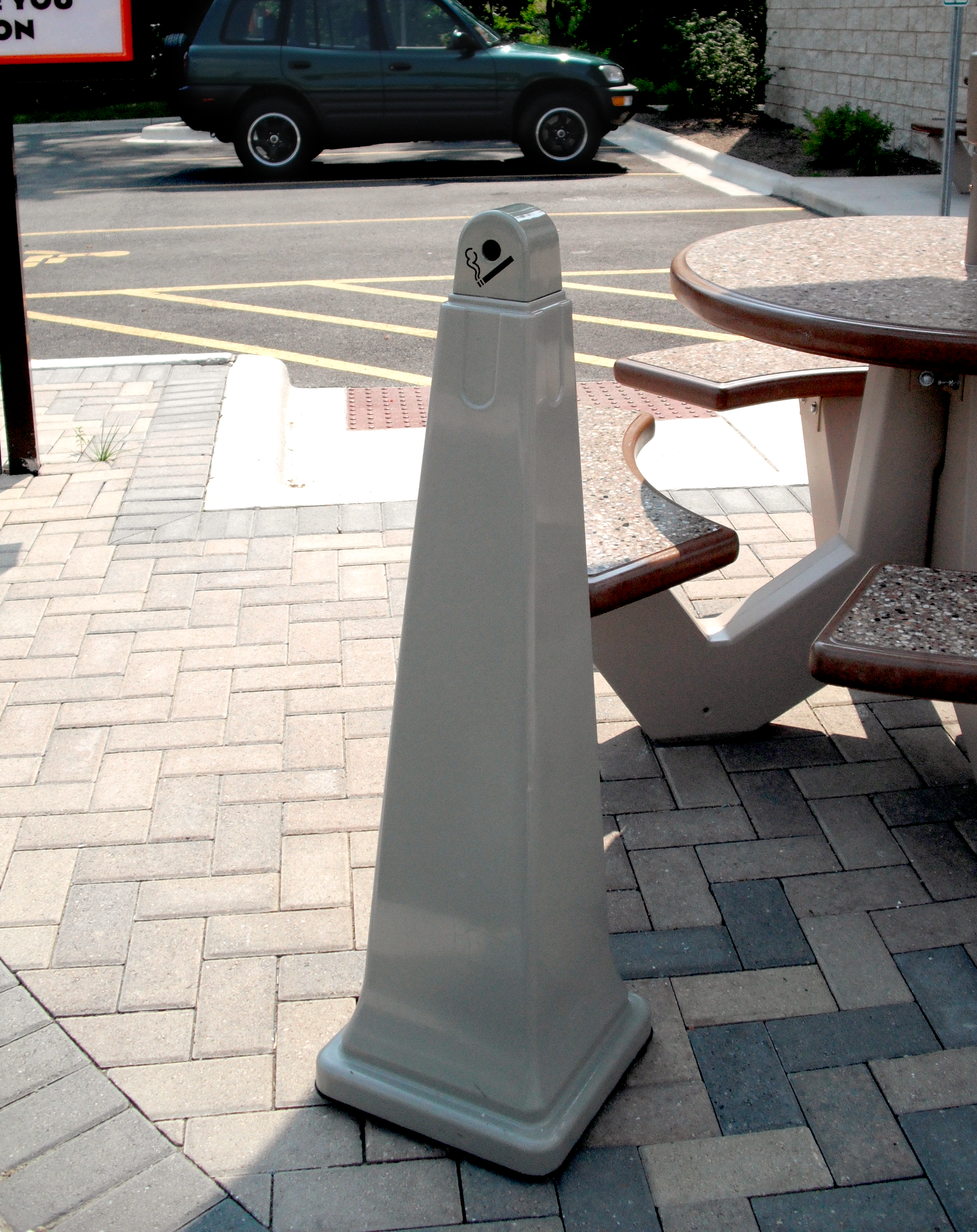
وعاء سيجارة بلاستيك قائم بذاته

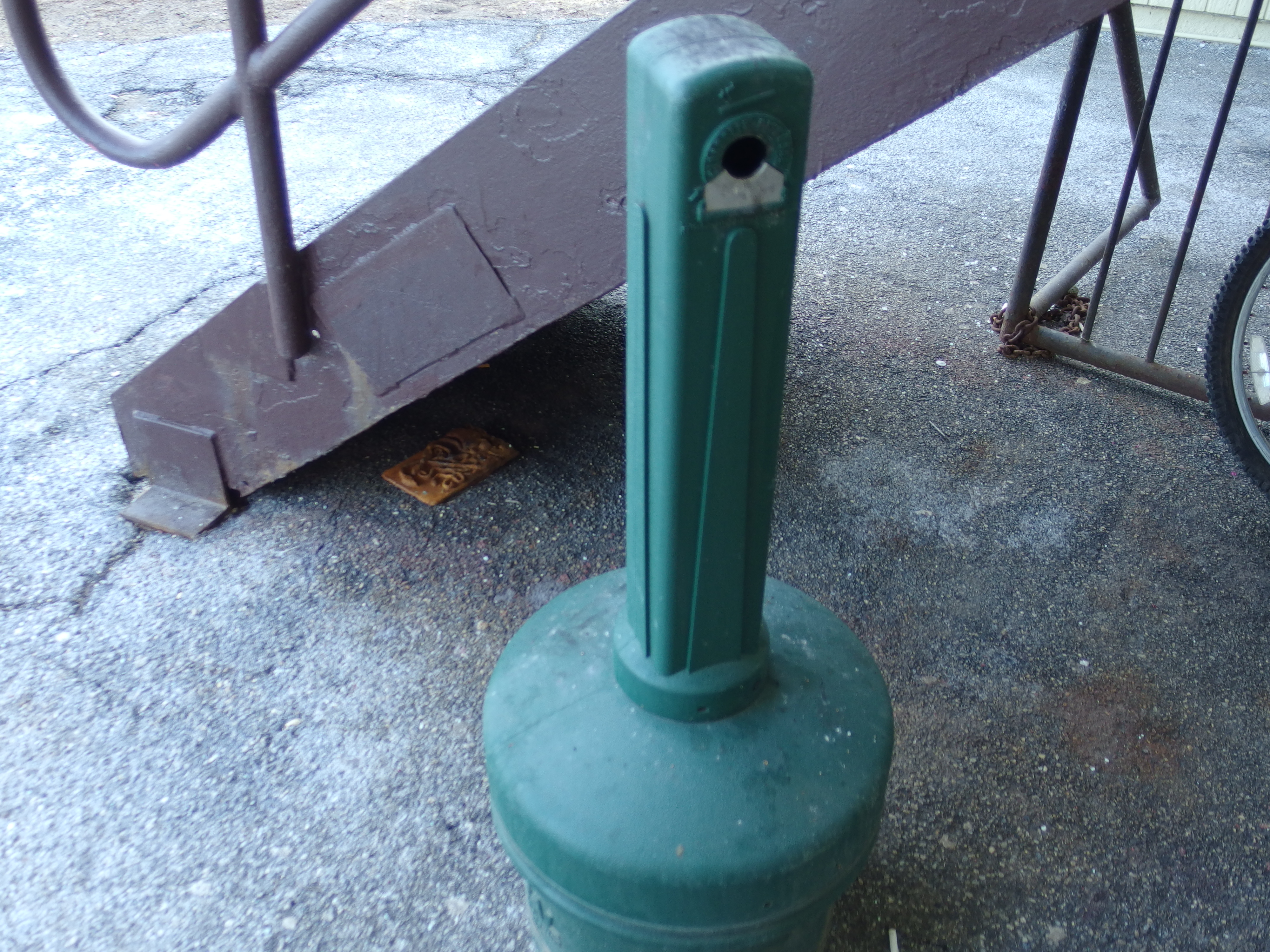
شجرة السجائر

## ميزات تصميم محسنة
تحتوي بعض أوعية السجائر على سمات تصميم فريدة عند نقطة الدخول إلى العقب وتشمل هذه التدابير ما يلي :
• تصميمات الدخول المحدودة، لمنع النفايات الغير مرغوب فيها.
- فتحات مغطاة للتخلص من فيض الأمطار.
- ألواح كبيرة للحفاظ على نظافة أكبر واستهداف أسهل .
- حواجز مطاطة لمنع الرماد من السقوط على الأرض .

## موضوع وعاء السجائر
غالبا ما يتم تصميم أوعية السجائر المصنوعة من مواد مصبوبة بحيث تتناسب مع محيطها . ومن الشائع أن تكون هناك مواضيع رياضية مثل الأوعية المزينة بكرات الغولف وكرات القاعدة ؛ ومن الأمثلة الأخرى الأوعية البحرية المصممة لتبدو مثل العوامات، والأوعية التي تشبه الأشجار، والأوعية التي تحاكي النمط المعماري .

## المستلزمات
توفر الأوعية المعدنية ذات الأحجام المختلفة سهولة جمع الأعقاب وإزالتها. بالنسبة إلى الأوعية التي تحتوي على أشرعة تجميع، وفلاتر امتصاص الروائح وفلاتر الحرائق، توضع داخل الأشرعة، استخدم صودا الخبز للتحكم في الروائح، كما حرر ثاني أكسيد الكربون (CO2) لإخماد الحرائق . تساعد القواعد المرجحة على أن تظل الأوعية الحرة ثابتة في الطقس العاصف. وفي المناطق التي يكون فيها الأمان مصدر قلق، تعمل أدوات الربط وكابلات الأمان والأقفال على حماية قابس السجائر من السرقة والتخريب.